# Stenometopiellus strautmani
Stenometopiellus strautmani är en insektsart som beskrevs av Mitjaev 1980. Stenometopiellus strautmani ingår i släktet Stenometopiellus och familjen dvärgstritar. Inga underarter finns listade i Catalogue of Life.